# Hoàng Văn Đức
Kỹ sư Hoàng Văn Đức (1918 - 1996) là đại biểu Quốc hội Việt Nam khóa đầu tiên, thuộc đoàn đại biểu Hà Nội. Sau khi trúng cử ông được bầu làm ủy viên Ban Thường trực Quốc hội.

## Tiểu sử
Sau khi tốt nghiệp kỹ sư canh nông, ông được bổ nhiệm làm Thanh tra Canh nông - Sở Canh nông Bắc Kỳ thời Pháp thuộc. Ông là đảng viên Đảng Dân chủ Việt Nam.
Từ Quốc dân đại hội Tân Trào về Hà Nội, Hoàng Văn Đức tham gia ngay vào Việt Minh thành Hoàng Diệu hưởng ứng cuộc khởi nghĩa giành chính quyền tại thủ đô (19.8.1945).
Sau đó, ông được cử làm Tổng giám đốc kiêm Thanh tra Canh nông - Sở Canh nông Bắc bộ và Chủ tịch Tổng hội Viên chức cứu quốc Hà Nội.
Đầu tháng 12.1945, Chính phủ lâm thời chuẩn bị bầu cử quốc hội khóa đầu tiên. Hoàng Văn Đức cùng chủ tịch Hồ Chí Minh, bộ trưởng Vũ Đình Hòe... ra ứng cử và sau đó đã trúng cử đại biểu Quốc hội khóa I của Hà Nội. Ông đóng góp nhiều công sức trong việc đảm bảo tăng gia sản xuất lương thực chống lại giặc đói năm 1945.
Không lâu sau đó, ông đảm nhận các chức vụ Tổng giám đốc Nha Nông chính Việt Nam (Bộ Canh nông) (1946 - 1952), Phó bí thư Tổng bộ Việt Minh (1946 - 1951), Ủy viên Thường vụ Quốc hội nước Việt Nam Dân chủ Cộng hòa (1946 - 1957), Ủy viên Thường vụ Đảng Dân chủ Việt Nam (1946 - 1957), Ủy viên T.Ư Mặt trận Tổ quốc Việt Nam (1955 - 1957).
Năm 1957 ông làm giảng viên Trường Đại học Nông nghiệp (đến 1959).
Sau đó ông làm công tác nghiên cứu dịch sách khoa học nông nghiệp về trồng gai, mía đường, dừa, khí sinh học, Từ điển bách khoa nông nghiệp.

## Khen thưởng
Ông được tặng thưởng Huân chương Kháng chiến chống Pháp hạng nhất, Huân chương Kháng chiến chống Mỹ hạng nhì, và truy tặng Huân chương Độc lập hạng nhất.